# Idiocnemis australis
Idiocnemis australis – gatunek ważki z rodziny pióronogowatych (Platycnemididae).